# Jackson (voornaam)
Jackson is een jongensnaam.

## Bekende naamdragers
- Jackson Wang, Chinees-Koreaans rapper
- Jackson Browne, Amerikaans zanger
- Jackson Coelho, Braziliaans voetballer
- Jackson Fourgeauds, Frans artiest die bekend is als Jackson and His Computer Band
- Jackson Pollock, Amerikaans schilder
- Jackson Rathbone, Amerikaans acteur
- Jackson Scholz, Amerikaans atleet

## Fictieve figuren
- Jackson Stewart, een personage uit de Amerikaanse televisieserie Hannah Montana